# サンドロ・ヒロシ・パヘオン・オオイ
サンドロ・ヒロシ・パヘオン・オオイ（Sandro Hiroshi Parreão Oi、1979年11月19日 - ）は、ブラジル・トカンティンス州アラグアイーナ出身の元プロサッカー選手。ポジションはフォワード。
Kリーグ時代の登録名はサンドロ（ハングル: 산드로）。

## 経歴・人物
日系ブラジル人三世。
サンパウロFCでプレーしていた1999年、年齢詐称で180日間の出場停止処分を受けた。
サンパウロFC時代はレギュラーこそ掴めなかったが、試合の流れを変える選手として途中出場で活躍した。サポーターにも気に入られ、チームの出来が悪い時には必ずと言っていいほどファンから名前を呼ばれ、特徴である短いスペースの素早いドリブルで仲間へのパスを狙った。
。スピードのあるFWとして知られつつも、レギュラーとして出場した試合には活躍出来なかったが、三浦知良以来の日本人（日系人）でビッグクラブでの活躍は、ブラジルの人々とって最近は日本人もサッカーがうまくなったという印象を与えた。

## 代表歴
- 1997年 U-17ブラジル代表
  - 1997年 - 南米U-17選手権